# Futbol'nyj Klub Dynamo Kyïv 1986
Questa voce raccoglie le informazioni riguardanti il Futbol'nyj Klub Dynamo Kyïv (Dinamo Kiev) nelle competizioni ufficiali della stagione 1986.

## Stagione
Dopo la vittoria in finale di Coppa delle Coppe nella stagione precedente, la Dinamo Kiev andò vicino a una seconda vittoria europea raggiungendo le semifinali di Coppa dei Campioni, dove fu sconfitto dal Porto. Nelle competizioni nazionali la Dinamo Kiev si confermò come migliore squadra sovietica vincendo tutti i tornei in cui era impegnata (Vysšaja Liga, Coppa dell'URSS e Supercoppa dell'URSS).

## Maglie e sponsor
Vengono confermate le divise firmate Adidas, di colore bianco con le strisce blu per la prima maglia, e di colore celeste con strisce bianche per la seconda maglia.
| Casa | Casa |

## Rosa
| N. |                             | Ruolo | Calciatore          |
| -- | --------------------------- | ----- | ------------------- |
| -  | Unione Sovietica (bandiera) | P     | Viktor Čanov        |
| -  | Unione Sovietica (bandiera) | P     | Mychajlo Mychajlov  |
| -  | Unione Sovietica (bandiera) | D     | Anatoli Demianenko  |
| -  | Unione Sovietica (bandiera) | D     | Oleh Kuznjecov      |
| -  | Unione Sovietica (bandiera) | D     | Andrej Bal'         |
| -  | Unione Sovietica (bandiera) | D     | Volodymyr Bezsonov  |
| -  | Unione Sovietica (bandiera) | D     | Vasyl Yevseyev      |
| -  | Unione Sovietica (bandiera) | D     | Serhij Baltača      |
| -  | Unione Sovietica (bandiera) | D     | Volodymyr Gorilyi   |
| -  | Unione Sovietica (bandiera) | D     | Vadym Karatayev     |
| -  | Unione Sovietica (bandiera) | D     | Mykhaylo Olefirenko |

| N. |                             | Ruolo | Calciatore            |
| -- | --------------------------- | ----- | --------------------- |
| -  | Unione Sovietica (bandiera) | D     | Ivan Palamar          |
| -  | Unione Sovietica (bandiera) | C     | Vasyl' Rac            |
| -  | Unione Sovietica (bandiera) | C     | Pavel Jakovenko       |
| -  | Unione Sovietica (bandiera) | C     | Vadym Jevtušenko      |
| -  | Unione Sovietica (bandiera) | C     | Oleksij Mychajlyčenko |
| -  | Unione Sovietica (bandiera) | C     | Oleksandr Zavarov     |
| -  | Unione Sovietica (bandiera) | C     | Ivan Jaremčuk         |
| -  | Unione Sovietica (bandiera) | A     | Oleh Blochin          |
| -  | Unione Sovietica (bandiera) | A     | Ihor Bjelanov         |
| -  | Unione Sovietica (bandiera) | A     | Oleksandr Šerbakov    |

## Statistiche

### Statistiche di squadra
| Competizione         | Punti | Totale | Totale | Totale | Totale | Totale | Totale | DR  |
| Competizione         | Punti | G      | V      | N      | P      | Gf     | Gs     | DR  |
| -------------------- | ----- | ------ | ------ | ------ | ------ | ------ | ------ | --- |
| Superliga            | 39    | 30     | 14     | 11     | 5      | 53     | -48    |     |
| Coppa dell'URSS      | -     | 5      | 3      | 2      | 0      | 11     | 5      | +6  |
| Coppa dei Campioni   | -     | 8      | 4      | 2      | 2      | 18     | 7      | +11 |
| Supercoppa dell'URSS | -     | 1      | 1      | 0      | 0      | 1      | 1      | 0   |
| Totale               |       | 44     | 22     | 15     | 7      | 83     | -76    |     |

### Statistiche dei giocatori[1]
| Giocatore     | Superliga | Superliga |
| Giocatore     | Presenze  | Reti      |
| ------------- | --------- | --------- |
| ' Bal         | 26        | 2         |
| Baltača       | 13        | ?         |
| Bezsonov      | 16        | 1         |
| Bjelanov      | 22        | 10        |
| Blochin       | 23        | 2         |
| Čanov         | 30        | ?         |
| Demjanenko    | 2         | ?         |
| Evtušenko     | 27        | 2         |
| Jaremčuk      | 15        | 3         |
| Jakovenko     | 28        | 2         |
| Karatayev     | 8         | 1         |
| Kuznjecov     | 27        | 2         |
| Gorilyi       | 9         | ?         |
| Mychajlyčenko | 20        | 12        |
| Mykhaylov     | 3         | ?         |
| Olefirenko    | 2         | ?         |
| Palamar       | 1         | ?         |
| Rac           | 30        | 7         |
| Šerbakov      | 12        | 1         |
| Yevseyev      | 15        | ?         |
| Zavarov       | 20        | 4         |